# Compas (álbum)
Compas é o nono álbum de estúdio da banda Gipsy Kings, lançado a 12 de Agosto de 1997.
O disco atingiu o nº 2 do Latin Pop, o nº 97 da Billboard 200, o nº 2 do Top Latin Albums e o nº 1 do Top World Music Albums.
| Críticas profissionais                                                      | Críticas profissionais |
| Avaliações da crítica                                                       | Avaliações da crítica  |
| Fonte                                                                       | Avaliação              |
| --------------------------------------------------------------------------- | ---------------------- |
| Allmusic                                                                    | [ 2 ]                  |
| Esta tabela precisa de ser acompanhada por texto em prosa. Consulte o guia. |                        |

## Faixas
1. "Ami Wa Wa (Solo Por Ti)" (Reyes, Reyes, Reyes) - 4:01
2. "Que Si, Que No (Funiculi Funiculi)" (Danza, Reyes, Turco) - 3:19
3. "Una Rumba Por Aqui" (Reyes, Reyes) - 4:24
4. "Recuerdo Apasionado" [instrumental] (Baliardo) - 4:03
5. "Mira la Itana Mora" (Reyes, Reyes) - 6:55
6. "La Fiesta Comenza" (Reyes) - 3:03
7. "Canto a Brazil" (Reyes) - 4:14
8. "Salsa de Noche" [instrumental] (Baliardo) - 3:29
9. "Mi Nino" (Reyes) - 3:16
10. "Di Me" (Reyes, Reyes) - 5:40
11. "Obsesion de Amor" [instrumental] (Baliardo) - 5:08
12. "Lo Mal y Lo Bien" (Reyes, Reyes, Reyes) - 3:03
13. "Amor Gitano" (Reyes) - 7:28

## Créditos
- Diego Baliardo - Guitarra
- Paco Baliardo - Guitarra
- Tonino Baliardo - Guitarra
- Bernard Balstier - Trompete
- Charles Benarroch - Percussão
- Dominique Droin - Teclados
- Gerard Prevost - Baixo
- Francois Canut Reyes - Vocal
- Nicolás Reyes - Vocal
- Patchai Reyes - Guitarra, vocal
- Paul Reyes - Guitarra, vocal
- Alfredo Rodriguez - Piano
- Negrito Trasante-Crocco - Bateria